# 瓦爾任博尼塔 (聖卡塔琳那州)
瓦爾任博尼塔（葡萄牙語：Vargem Bonita）是巴西聖卡塔琳娜州的一個市鎮。總面積299.81平方公里，總人口4492人，人口密度14.98人/平方公里。